# Rijksbeschermd gezicht Vollenhove
Gezicht Vollenhove is een van rijkswege beschermd stadsgezicht in Vollenhove in de Nederlandse provincie Overijssel. De procedure voor aanwijzing werd gestart op 29 juni 1981. Het gebied werd op 15 november 1984 definitief aangewezen. Het beschermd gezicht beslaat een oppervlakte van 24,2 hectare.
Panden die binnen een beschermd gezicht vallen krijgen niet automatisch de status van beschermd monument. Wel zal de gemeente het bestemmingsplan aanpassen om nieuwe ontwikkelingen in het gebied te reguleren. De gezichtsbescherming richt zich op de stedenbouwkundige en cultuurhistorische waardering van een gebied en wil het toekomstig functioneren daarvan veiligstellen.